# Severozápadní divize (NHL)
Severozápadní divize je bývalá divize kanadsko-americké ligy ledního hokeje NHL. NHL se dělí na 2 konference a každá z konferencí se dále dělila na 3 divize. Severozápadní divize spadala pod Západní konferenci. Týmy, které byly spolu v divizi, tak spolu během sezóny NHL sehrály nejvíce zápasů a naopak nejméně zápasů sehrály s týmy z druhé konference.

## Historie
Tato divize byla založena před rozšířením ligy, před sezónou 1998/1999. V této divizi byli zpočátku pouze 4 týmy – 3 kanadské (Calgary Flames,Edmonton Oilers, Vancouver Canucks) a americké Colorado Avalanche. Před sezónou 2000/2001 pod tuto divizi připadl nový tým v NHL – Minnesota Wild. Po reorganizaci ligy byla divize po sezóně 2012/13 zrušena.

## Členské týmy
- Calgary Flames
- Colorado Avalanche
- Edmonton Oilers
- Minnesota Wild
- Vancouver Canucks

## Vítězné týmy
| Ročník    | Vítězný tým                   |
| --------- | ----------------------------- |
| 1998/1999 | Colorado Avalanche (98 bodů)  |
| 1999/2000 | Colorado Avalanche (96 bodů)  |
| 2000/2001 | Colorado Avalanche (118 bodů) |
| 2001/2002 | Colorado Avalanche (99 bodů)  |
| 2002/2003 | Colorado Avalanche (105 bodů) |
| 2003/2004 | Vancouver Canucks (101 bodů)  |
| 2004/2005 | Výluka NHL                    |
| 2005/2006 | Calgary Flames (103 bodů)     |
| 2006/2007 | Vancouver Canucks (105 bodů)  |
| 2007/2008 | Minnesota Wild (98 bodů)      |
| 2008/2009 | Vancouver Canucks (100 bodů)  |
| 2009/2010 | Vancouver Canucks (103 bodů)  |
| 2010/2011 | Vancouver Canucks (117 bodů)  |
| 2011/2012 | Vancouver Canucks (111 bodů)  |
| 2012/2013 | Vancouver Canucks (59 bodů)   |

## Historická tabulka
| Stát   | Severozápadní divize | Sez. | Z   | V   | PvP | R  | P   | GV   | GI   | B    |
| ------ | -------------------- | ---- | --- | --- | --- | -- | --- | ---- | ---- | ---- |
| Kanada | Vancouver Canucks    | 12   | 984 | 397 | 73  | 68 | 346 | 2882 | 2644 | 1135 |
| Kanada | Calgary Flames       | 12   | 984 | 449 | 78  | 69 | 388 | 2619 | 2698 | 1045 |
| USA    | Minnesota Wild       | 10   | 820 | 370 | 69  | 55 | 326 | 1915 | 2112 | 864  |
| Kanada | Edmonton Oilers      | 12   | 984 | 418 | 84  | 85 | 407 | 2683 | 2831 | 995  |
| USA    | Colorado Avalanche   | 12   | 984 | 501 | 66  | 55 | 352 | 2897 | 2664 | 1133 |

Legenda
- Sez.: Počet sezón strávených v Severozápadní divizi NHL (vše od vzniku této divize, tedy od sezóny 1998/1999).
- Z: Počet zápasů v Severozápadní divizi NHL.
- V: Počet vítězných zápasů v Severozápadní divizi NHL.
- PvP: Počet porážek v prodloužení nebo na závěrečné nájezdy v Severozápadní divizi NHL. (Tímto systémem hráno od sezóny 1999/2000.)
- R: Počet remizových zápasů v Severozápadní divizi NHL. (Remízy byly možné pouze do sezóny 2003/2004.)
- P: Počet prohraných zápasů v Severozápadní divizi NHL.
- GV: Počet vstřelených gólů v Severozápadní divizi NHL.
- GI: Počet inkasovaných gólů v Severozápadní divizi NHL.
- B: Počet bodů v Severozápadní divizi NHL (vítězství 3 body, vítězství v prodloužení 2 body, porážka v prodloužení 1 bod, porážka 0 bodů).

## Rekordy

### Nejvíce
- Vítězství v divizi – Colorado Avalanche a Vancouver Canucks – 5×

- Vítězných zápasů v sezóně – Vancouver Canucks – 54 (2010/2011)
- Porážek v prodloužení/penaltách v sezoně – Edmonton Oilers – 13 (2005/2006)
- Remíz v sezóně – Minnesota Wild – 20 (2003/2004)
- Porážek v sezóně – Vancouver Canucks (1998/1999) a Edmonton Oilers (2009/2010) – 47
- Vstřelených gólů v sezóně – Colorado Avalanche – 283 (2005/2006)
- Inkasovaných gólů v sezóně – Colorado Avalanche – 288 (2010/2011)
- Bodů v sezóně – Colorado Avalanche – 118 (2000/2001)

- Vítězných zápasů celkově – Colorado Avalanche – 501
- Porážek v prodloužení/penaltách celkově – Edmonton Oilers – 84
- Remíz celkově – Edmonton Oilers – 85
- Porážek celkově – Edmonton Oilers – 407
- Vstřelených gólů celkově – Colorado Avalanche – 2897
- Inkasovaných gólů celkově – Edmonton Oilers – 2831
- Bodů celkově – Vancouver Canucks – 1135

### Nejméně
- Vítězství v divizi – Edmonton Oilers – 0×

- Vítězných zápasů v sezóně – Vancouver Canucks – 23 (1998/1999)
- Porážek v prodloužení/penaltách v sezoně – 3 týmy – 1
- Remíz v sezóně – 2 týmy – 7
- Porážek v sezóně – Colorado Avalanche – 16 (2000/2001)
- Vstřelených gólů v sezóně – Minnesota Wild – 168 (2000/2001)
- Inkasovaných gólů v sezóně – Colorado Avalanche – 169 (2001/2002)
- Bodů v sezóně – Vancouver Canucks – 58 (1998/1999)

- Vítězných zápasů celkově – Minnesota Wild – 370
- Porážek v prodloužení/penaltách celkově – Colorado Avalanche – 66
- Remíz celkově – 2 týmy – 55
- Porážek celkově – Minnesota Wild – 326
- Vstřelených gólů celkově – Minnesota Wild – 1915
- Inkasovaných gólů celkově – Minnesota Wild – 2112
- bodů celkově – Minnesota Wild – 864